# О Шмидте
«О Шми́дте» (англ. About Schmidt) — фильм Александра Пэйна 2002 года с Джеком Николсоном и Хоуп Дэвис в главных ролях. Фильм основан на одноимённом романе Луиса Бегли 1996 года, хотя всё, что их связывает — название и имя главного героя (Уоррена Шмидта). Все остальные детали — профессия Шмидта, место жительства, причина смерти его жены и другое — изменены. Важные элементы сюжета книги, такие как его связь с Кэрри, его отношение к евреям и к продаже своего дома, в фильме не отражены.

## Сюжет
Уоррен Шмидт (Джек Николсон) — актуарий в международной страховой компании Woodmen of the World, в которой он проработал всю свою жизнь. Он живёт в Омахе, Небраска, ему 66 лет, из которых 42 он женат, у него есть дочь Джинни (Хоуп Дэвис) и он уходит на пенсию. Шмидт организовывает прощальный ужин в недорогом банкетном зале, на котором присутствуют его жена Хелен (Джун Скуибб), бывшие коллеги и молодой специалист, занимающий его должность. За весь вечер Шмидт произносит лишь несколько слов. После банкета они с женой возвращаются домой и ложатся спать.
На следующее утро Шмидт сидит за своим рабочим столом, занимаясь отгадыванием кроссвордов. От этого занятия его отвлекает неожиданный автомобильный сигнал за окном. Выясняется что жена приготовила завтрак в недавно купленном ими автобусе «Виннебаго» — доме на колесах, в котором они планируют начать «новую жизнь». Жена внешне полна энергии и верит, что впереди у них ещё много интересного, о чём и говорит за завтраком.
Вечером Шмидт, переключая телевизионные каналы, натыкается на рекламу организации «Помощь детям», занимающейся поддержкой африканских сирот. В рекламе говорится, что любой желающий может спасти детскую жизнь или сделать её немного лучше, став «названным отцом (матерью)» для какого-нибудь африканского ребёнка и пересылая 22 доллара в месяц на счет организации. Заинтересованный рекламой, Шмидт звонит по указанному телефону, чтобы стать членом программы помощи.
Далее показан визит Шмидта к его преемнику в страховой компании. Прежде всего он удивлен тем, как изменился его кабинет — все его вещи успели вынести, а сам кабинет полностью обставлен новыми мебелью и вещами. Он предлагает свою помощь по последнему проекту, но получает вежливый отказ. Ссылаясь на то, что опаздывает на встречу, молодой преемник Шмидта выставляет его за дверь. Возвращаясь обратно, Шмидт натыкается на свои вещи, сложенные на первом этаже здания для вывоза мусороуборщиком. Дома Шмидт сообщает жене, что его поездка оказалось полезной, поскольку преемнику понадобилась помощь по последнему проекту.
Просматривая почту, Шмидт натыкается на письмо от организации «Помощь детям», в котором говорится, что он может стать «названным отцом» для шестилетнего мальчика из Танзании Ндугу Умбо. Вместе с денежным переводом ему предлагается приложить письмо для мальчика. Шмидт начинает писа́ть, рассказывая о себе, своём брате Гарри, живущем в Виргинии, своей бывшей работе. На последнем он постепенно начинает выходить из себя и излагать своё мнение по поводу ухода на пенсию. Шмидт пишет, что так и продолжал бы работать, если бы не этот молодой специалист, пришедший на его место. Пишет о том, что по его мнению, этот «молодой выскочка» ничего не смыслит в «политике страховых рисков» или «производстве международного страхования». Таким образом становится ясно, что Шмидт нелегко переживает свой уход на пенсию. Заканчивается это тем, что он перечёркивает все написанное в порыве гнева. Постепенно Шмидт успокаивается и продолжает повествование о своей жизни мальчику из Танзании. Это длится до тех пор, пока он не начинает рассказывать о своей жене Хелен. Начинает он это со следующих слов:
Мы с Хелен женаты 42 года. Каждой ночью, лёжа в кровати, я задаю себе один и тот же вопрос: «Кто эта старая женщина, которая живёт со мной в одном доме?»
Из того, что Шмидт пишет о своей жене дальше, становится ясно, что его раздражает почти всё, что она делает, — то, как она заранее достает ключи от машины, её страсть к коллекционированию всяких безделушек и то, что она заставляет его справлять малую нужду сидя. Шмидт вновь успокаивается, только когда переходит к рассказу об их единственной дочери Джинни и вскоре заканчивает письмо. Отнеся письмо на почту и вернувшись домой, он находит свою жену мертвой. Позже ему скажут, что она скончалась от кровоизлияния в мозг.
На похороны приезжают Джинни со своим другом Рэндаллом (Дермот Малруни), с которым они вскоре собираются пожениться, и немногочисленные друзья.
Они утешают его на похоронах, но Джинни позднее упрекает отца, что тот не ценил мать и не согласился оплатить полную стоимость Виннебаго (он первоначально хотел дешевый вариант Минни Винни), а также что похоронил мать в самом дешевом гробу. Он просит её переехать к нему на время, но Джинни отказывается. Рэндал тем временем пытается заманить будущего тестя в финансовую пирамиду.
Шмидт считает что Рэндал, который сбывает водяные кровати, Джинни не пара. После того как они улетают, Шмидта одолевает одиночество, он начинает чувствовать потерю жены и тосковать по ней. Он перестает следить за собой, засыпает в кресле перед телевизором, ездит за продуктами в плаще, надетом поверх пижамы.
В гардеробе жены он находит старую переписку с Рэем, их общим другом, которого Шмидт вскоре подкарауливает и набрасывается на него с кулаками.
После этого Шмидт принимает решение пуститься в путешествие в своем Виннебаго к своей дочери и убедить её не выходить за Рэндэла. Он радостно сообщает Джинни, что трогается в путь, но она холодно настаивает, чтоб он не появлялся раньше времени.
Шмидт решает посетить места из его прошлой жизни: учебный комплекс и общежитие его Университета в Канзасе, а также свой родной город в Небраске. Он обнаруживает, что родительский дом снесен и на его месте стоит магазин автопокрышек.
Паркуясь в мобильном городке, он знакомится с соседом, который приглашает его на дружественный ужин в семейном кругу. За ужином, когда муж вышел за пивом, Шмидт ошибочно воспринимает поведение жены и пытается поцеловать её, та с возмущением отталкивает его и требует немедленно удалиться, несмотря на извинения.
Сидя ночью на крыше своего трейлера и глядя на звезды, Шмидт прощает своей жене её любовное увлечение и просит у неё прощения в том, что он и сам был не без греха — в этот самый момент метеор пересекает небо, Шмидта это вдохновляет и он верит, что это знак свыше и жена простила его.
Освежившись и зарядившись энергией, Шмидт прибывает в Денвер, где поселяется в доме Роберты, матери Рэндела. Он потрясен эксцентричным и грубым образом жизни его будущих родственников и пытается снова отговорить дочь от женитьбы. Проснувшись утром на водяном матраце, он обнаруживает, что ему скрутило шею и это приводит в ярость Джинни. Роберта уверяет Шмидта принять вечером горячую ванну, чтоб ослабить боль в шее. Шмидт соглашается, но когда голая Роберта присоединяется к нему и пытается оказывать знаки внимания под водой, он в панике вылезает из ванной, бежит и ночует в Виннибаго.
На следующий день под влиянием Перкодана, сильного болеутоляющего, он произносит одобрительную напутственную речь молодоженам на свадебной церемонии, воздерживаясь от слов неодобрения.
На обратном пути из Денвера домой он сочиняет письмо Ндугу. Шмидт задается вопросом, чего он достиг в своей жизни, сокрушаясь, что скоро умрет и его жизнь ровным счетом ничего не значила для других, все равно как бы он вовсе не существовал на свете.
Дома его ожидает стопка писем, где он обнаруживает письмо из Танзании. Это письмо от няни, которая пишет, что Ндугу исполнилось 6 лет, и он пока не может читать и писать, но он очень ценит внимание и помощь Шмидта. В письме он обнаруживает рисунок цветным карандашом, который изображает солнечный день и две держащиеся за руки и улыбающиеся фигурки человека — взрослого и ребёнка. Шмидта начинают одолевать слезы. Титры.

## В ролях
| Актёр            | Роль                          |
| ---------------- | ----------------------------- |
| Джек Николсон    | Уоррен Шмидт                  |
| Хоуп Дэвис       | Джинни Шмидт                  |
| Дермот Малруни   | Рэндалл Хертцел               |
| Джун Скуибб      | Хелен Шмидт                   |
| Кэти Бейтс       | Роберта Хертцел               |
| Ховард Хессеман  | Ларри Хертцел                 |
| Гарри Грёнер     | Джон Раск                     |
| Конни Рэй        | Вики Раск                     |
| Лен Кариу        | Рэй Николс                    |
| Марк Венхайцен   | Дункан Хертцел                |
| Шерил Хамада     | Саундра                       |
| Фил Ривс         | священник в Денвере           |
| Мэтт Уинстон     | Гари Нордин (преемник Шмидта) |
| Джеймс М. Коннор | шафер Рэндалла                |

## Награды и номинации
- 2003 — 2 номинации на премию «Оскар»: лучшая мужская роль (Джек Николсон), лучшая женская роль второго плана (Кэти Бейтс)
- 2003 — 2 номинации на премию «Спутник»: лучшая мужская роль — драма (Джек Николсон), лучшая женская роль второго плана — драма (Кэти Бейтс)
- 2003 — 2 премии «Золотой глобус»: лучшая мужская роль — драма (Джек Николсон), лучший сценарий (Александр Пэйн, Джим Тейлор), а также 3 номинации: лучший фильм — драма, лучший режиссёр (Александр Пэйн), лучшая женская роль второго плана (Кэти Бейтс)
- 2003 — номинация на премию BAFTA за лучшую мужскую роль (Джек Николсон)
- 2003 — 2 номинации на премию Гильдии киноактёров США: лучшая мужская роль (Джек Николсон), лучшая женская роль второго плана (Кэти Бейтс)
- 2003 — премия Лондонского кружка кинокритиков за лучший фильм, а также номинация за лучшую мужскую роль (Джек Николсон)